# Partito Comunista del Nepal (unificato)
Il Partito Comunista del Nepal (unificato) (नेपाल कम्युनिष्ट पार्टी (एकिकृत)) era un partito comunista nepalese. Non va confuso con il Partito Comunista del Nepal (marxista-leninista unificato).
Il PCN(u) nacque nel 2007 a seguito dell'unione di tre gruppi scissionisti:
- La fazione di Rishi Kattel nel Partito Comunista del Nepal (marxista-leninista);
- La fazione di Ram Singh Shris e Chitra Bahadur Ale rispettivamente del Partito Comunista del Nepal (Centro d'Unità-Mashal) e del Janamorcha Nepal;
- La fazione di Sitaram Tamang del Partito Comunista del Nepal (centro marxista-leninista-maoista).

Il PCN(u), nonostante la passata affiliazione maoista di molti dei suoi fondatori, dal punto di vista ideologico si rifà unicamente al marxismo-leninismo. Il suo segretario generale è Ram Singh Shris, precedentemente membro e segretario del PCN (Mashal).
Il PCN(u) ha preso parte alle elezioni dell'Assemblea Costituente dell'aprile 2008 e ha guadagnato lo 0.50% dei voti, senza ottenere alcun seggio.
Nel 2013 è confluito nel Partito Comunista del Nepal (2013).